# Oudéré Kankarafou
Oudéré Kankarafou, född den 8 december 1983, är en fransk friidrottare som tävlar i kortdistanslöpning.
Kankarafou deltog vid inomhus-VM 2006 på 60 meter men tog sig inte vidare från semifinalen. Vid EM 2006 i Göteborg blev han utslagen i semifinalen på 100 meter. Vid samma mästerskap ingick han i det franska stafettlaget på 4 x 100 meter som slutade på en bronsplats.

## Personliga rekord
- 60 meter - 6,70
- 100 meter - 10,25